# Красная кабрилья
Красная кабрилья (лат. Epinephelus labriformis) — вид лучепёрых рыб из семейства каменных окуней (Serranidae). Распространены в восточной части Тихого океана. Максимальная длина тела 60 см. Промысловая рыба.

## Описание
Тело несколько удлинённое, покрыто ктеноидной чешуёй. Высота тела меньше длины головы, укладывается 2,7—3,1 раза в стандартную длину тела (для особей длиной от 10 до 33 см). Длина крупной головы в 2,2—2,5 раза меньше стандартной длины тела. Межглазничное пространство плоское. Предкрышка закруглённая с зазубринами, на нижней стороне зазубрине несколько крупнее. Верхний край жаберной крышки немного выпуклый. Подкрышка и межкрышечная кость гладкие. Верхняя челюсть доходит до вертикали заднего края глаза. Ноздри почти одинакового размера. На жаберной дуге 23—26 жаберных тычинок, из них 7—9 на верхней части и 15—17 на нижней. Длинный спинной плавник с 11 жёсткими колючими лучами и 16—18 мягкими лучами; третий или четвёртый жёсткий луч наиболее длинный и длиннее всех мягких лучей. В анальном плавнике 3 жёстких и 8 мягких лучей. Грудные плавники с 18—19 мягкими лучами, длиннее брюшных плавников. Начало основания брюшных плавников расположено под или перед окончанием основания грудных плавников. Хвостовой плавник закруглённый. Боковая линия с 48—51 чешуйками.
Тело и голова обычно от оливково-зелёного до красновато-коричневого цвета с рассеянными нерегулярными белыми пятнами и точками. На окончании мембран спинного плавника расположено белое пятно треугольной формы, а на кончике каждой колючки есть яркая белая метка. Молодь с чёрными пятнами на верхней части головы. Плавники красноватые в передней части с белыми краями. На хвостовом стебле небольшое чёрное пятно седловидной формы. Ротовая полость красного цвета.
Максимальная длина тела 60 см.

## Ареал и места обитания
Распространены в восточной части Тихого океана от Калифорнийского залива до Перу, включая прибрежные воды островов: Кокосовые, Галапагосские, Ревилья-Хихедо. Обитают вблизи скалистых рифов на глубине до 30 м. Питаются мелкими рыбами в дневные часы, а ночью в состав рациона входят преимущественно ракообразные.
Красная кабрилья как и другие представители рода является протогиническим гермафродитом. Самки впервые созревают при длине тела 15 см, а самцы — при длине тела 23 см. Смена пола происходит при длине тела от 23 до 34,6 см. В Калифорнийском заливе нерестятся с апреля по октябрь.